# Arabella Stanton
Arabella Stanton (* 11. April 2014) ist eine britische Schauspielerin.

## Leben und Karriere
Stanton wurde am 11. April 2014 geboren. Ihre Karriere begann sie 2023 mit der Hauptrolle der Matilda Wormwood in der West-End-Produktion von Matilda. Sie spielte diese Rolle von September 2023 bis 2024. Anschließend übernahm sie von Juli 2024 bis Februar 2025  in Andrew Lloyd Webbers Musical Starlight Express am Troubadour Wembley Park Theatre.
Im Mai 2025 wurde bekannt gegeben, dass Stanton die Rolle der Hermine Granger in der kommenden Harry-Potter-Fernsehserie von HBO übernehmen wird.

## Theater
- 2023–2024: Matilda
- 2024–2025: Starlight Express